# Henrichemont
Henrichemont là một xã thuộc tỉnh Cher trong vùng Centre-Val de Loire miền trung Pháp.

## Dân số
| 1962                                | 1968 | 1975 | 1982 | 1990 | 1999 | 2005 |
| ----------------------------------- | ---- | ---- | ---- | ---- | ---- | ---- |
| 1809                                | 1973 | 1894 | 1826 | 1845 | 1829 | 1813 |
| Từ năm 1962 Dân số không tính trùng |      |      |      |      |      |      |